# Кольське міське поселення
Ко́льське міське́ посе́лення (рос. Кольское городское поселение) — адміністративне утворення у складі Кольського району Мурманської області, Росія.
| Мурманська область | Це незавершена стаття про Мурманську область. Ви можете допомогти проєкту, виправивши або дописавши її. |